# 575

## Esdeveniments
- 2 de juny - Roma: Benet I és proclamat papa, onze mesos després de la mort del seu antecessor Joan III.
- 25 de desembre - Metz (Austràsia): Khildebert II, amb només 5 anys, és proclamat rei per l'assassinat del seu pare Sigebert I.
- Galícia: Els araucons són dominats pel rei visigot Leovigild.
- Sebaste (Capadòcia): La campanya militar persa del rei sassànida Còsroes I arriba a la ciutat, que és incendiada.
- Melitene (Capadòcia): Es lliura una gran batalla entre els romans d'Orient i els perses de Còsroes I que es resol a favor dels primers, amb la retirada precipitada dels exèrcits del rei.
- Kanat dels Turcs Occidentals (Àsia central): Tardu succeeix el seu pare Istami com a yabghu dels turcs occidentals.[1]

## Naixements
- Capadòcia: Heracli, emperador romà d'Orient. (m. 641)

## Necrològiques
- Vitry (Austràsia): Sigebert I, rei merovingi, assassinat.[2]
- Kanat dels Turcs Occidentals (Àsia central): Istami, primer yabghu dels turcs occidentals.
- Jerusalem: Macari II, patriarca de la ciutat.